# 彭军良
彭军良（1951年11月—），湖南宁乡人。1969年10月加入中国共产党。中共中央党校经济管理专业函授本科毕业，大学文化。历任空军海拉尔场站场化连排长、政治指导员、政治处主任；航空兵第三十九师政治部组织科科长；海拉尔场站政治委员；航空兵第三十九师政治部主任、政治委员；空军第一军政治部副主任等职。2000年7月专业任中共湖南省委统战副部长，次年1月兼任湖南省社会主义学院党组书记、副院长。2008年4月起负责省委统战部常务工作。2012年2月，任湖南省人民代表大会民族华侨外事委员会副主任委员。